# Dampetrus geniculatus
Dampetrus geniculatus is een hooiwagen uit de familie Assamiidae.